# Финтиніца (Молдова)
Финтиніца (рум. Fîntînița) — село у Дрокійському районі Молдови. Адміністративний центр однойменної комуни, до складу якої також входить село Гіздіта.

## Населення
За даними перепису населення 2004 року у селі проживали 1397 осіб.
Національний склад населення села:
| Національність   | Кількість осіб | Відсоток   |
| ---------------- | -------------- | ---------- |
| молдавани румуни | 1372 3         | 98,2% 0,2% |
| українці         | 12             | 0,9%       |
| росіяни          | 9              | 0,6%       |
| болгари          | 1              | 0,1%       |
| Всього           | 1397           | 100%       |

## Пам'ятки природи
- Джерело села Финтиніца